# Tangga Baru
Tangga Baru is een bestuurslaag in het regentschap Bima van de provincie West-Nusa Tenggara, Indonesië. Tangga Baru telt 1713 inwoners (volkstelling 2010).